# Musicologia

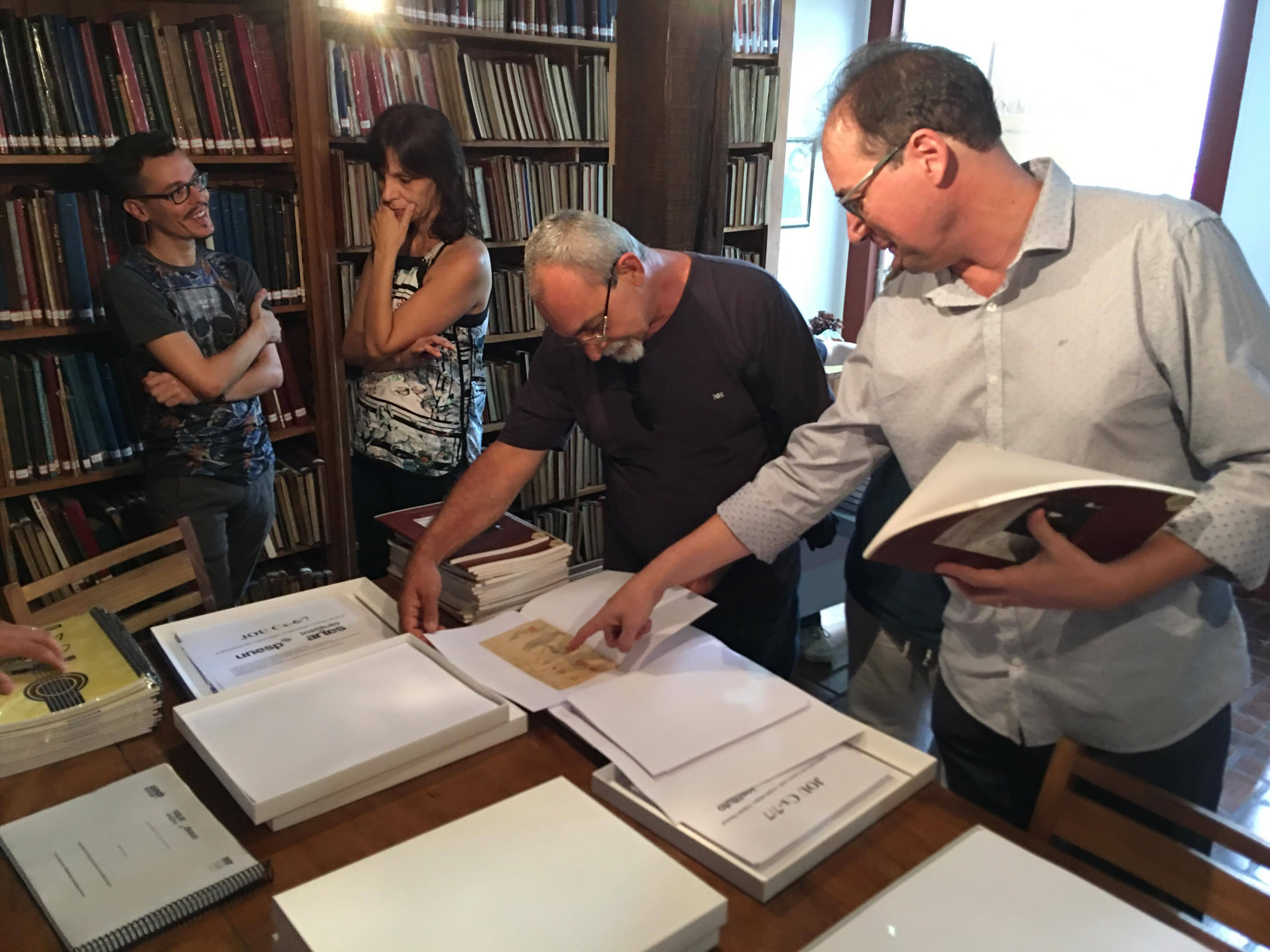
Evento de entrega da Coleção Jouteux (1844-1956) à F-CEREM

Musicologia é o estudo científico ou mesmo a ciência da música. Considera-se musicologia a atividade do musicólogo enquanto ofício do pesquisador em música, diferenciando-se das outras duas grandes áreas da música: a invenção (ofício do compositor) e a interpretação/performance (ofício do instrumentista, cantor ou regente).
É possível que o primeiro a desenvolver atividades que hoje podemos entender como musicológicas tenha sido Aristóxeno de Tarento (século IV a.C.). Segundo Aristóxeno, em seus Elementos da Harmonia, a música é ao mesmo tempo arte e ciência.
A musicologia estuda as amplas perspectivas históricas, antropológicas e estético-poéticas da música, abrangendo tanto questões técnico-operativas como filosóficas da música.
Também fazem parte da tarefa musicológica a notação em suas relações evidentes com a percepção musical, a organologia ou estudo dos instrumentos musicais e a fisiologia aplicada à técnica dos instrumentos e seu desenvolvimento, métodos didáticos, acústica e, por fim, toda possibilidade de teoria musical e suas várias disciplinas, tais como harmonia, contraponto, linguagem e estruturação, incluindo-se as referências internas dos parâmetros musicais (altura, duração, intensidade e timbre).
O musicólogo também analisa as questões musicais tendo-se em vista as referências externas à música. Assim, para se entender os complexos desdobramentos da atividade musical é necessário também abordar suas incontornáveis implicações sociais e ideológicas.